# Polyporus mikawai
Polyporus mikawai är en svampart som beskrevs av Lloyd 1915. Polyporus mikawai ingår i släktet Polyporus och familjen Polyporaceae.   Inga underarter finns listade i Catalogue of Life.